# Похождения Чичикова, или Мёртвые души
«Похождения Чичикова, или Мёртвые души» — сценарий Михаила Булгакова по мотивам поэмы Н. В. Гоголя «Мёртвые души», написанный им для Первой кинофабрики «Союзфильм».

## Сюжет
В целом, сюжет сценария повторяет сюжетную линию произведения Николая Васильевича Гоголя. Булгаковым к основной сюжетной линии были добавлены сцены-отступления, иллюстрирующие чувства и мысли героев. Кроме того, в заключительную сцену введён эпизод с появлением тёмного силуэта человека на балконе, смотрящего на Древний Рим. В киносценарии отсутствует помещица Коробочка. Также Булгаков добавил эпизод с арестом Чичикова и последующим его освобождением за взятку (сопровождающимся уничтожением улик и распределением взятки среди должностных лиц).

## История создания
31 марта 1934 года, после успешной постановки во МХАТе «Мёртвых душ», руководство Первой кинофабрики заключило с Булгаковым договор о написании сценария по поэме Гоголя «Мёртвые души». Сдача сценария должна была состояться 20 августа того же года.
Весной работа над сценарием не задалась. С одной стороны, решался вопрос о разрешении в выезде за границу Булгакову и его жене. С другой стороны, Михаил Афанасьевич был занят работой над романом о дьяволе. Вплотную работой над сценарием Булгаков приступил во второй половине июня. К этому времени ему уже было отказано в выезде за границу (Елена Сергеевна, в отличие от Михаила Афанасьевича, не была даже письменно уведомлена об отказе). В начале июля Булгаков закончил первую редакцию. Первая редакция не была принята. И. А. Пырьев, режиссёр картины, и И. В. Вайсфельд, замдиректора Кинофабрики, попросили Булгакова вырезать все самые яркие картины-отступления, которыми гордился Булгаков (в том числе суворовские солдаты посреди Ноздрёвской сцены, панихида в имении Собакевича, силуэт на фоне Рима). Вторая редакция была завершена 24 июля, которая также не была принята. Третью редакцию Булгаков завершает 12 августа. Режиссёр оказался доволен, сценарий был утверждён всеми государственными инстанциями. Однако 15 сентября Пырьев написал Булгакову письмо, в котором говорилось о внесении некоторых правок в утверждённый текст сценария. 18 октября Кинофабрика, обобщив результаты критики сценария, направило Булгакову письмо, в котором предлагалось «Усилить моменты, характеризующие тот социальный фон, на котором развертывается действие…». 22 октября отвечает Кинофабрике согласием внести изменения в сценарий, но за отдельную плату (по договору заказчик имел право требовать от Булгакова переделок не более двух раз). 18 ноября Булгаков завершает новую редакцию сценария, которая руководство «Союзфильма» не удовлетворила. 13 декабря Кинофабрика передала Булгакову текст сценария, правленный режиссёром, чтобы Михаил Афанасьевич доработал его.
20 января 1935 года Булгаков узнаёт о том, что автором сценария, кроме него самого, признан И. А. Пырьев, внёсший в текст множество фактологических и стилистических ошибок. Булгаков начинает разбирательство (до суда не дошедшее) о нарушении авторских прав. В результате всех перипетий 26 марта Булгаков направляет свой отзыв на режиссёрский сценарий. Во всю шёл подготовительный период к съёмкам, как вдруг появилась статья «Сумбур вместо музыки», в которой на Д. Д. Шостаковича, согласившегося писать музыку к фильму, обрушивались с критикой. Автор статьи призывал деятелей искусства творить в русле реализма. И. А. Пырьев, по его же словам, «понял её, возможно, даже шире её действительного значения […] И я отказался от постановки „Мёртвых душ“».
Текст сценария так никогда и не был использован по прямому назначению. Наиболее близкая к замыслу автора редакция, первая, была опубликована в 8-томнике сочинений Булгакова, изданном в 2011 году «Азбукой».